# LG Optimus L5
LG Optimus L5 (модельний номер в Україні  — E612, також відомий як LG E610, LG E612, LG E612G)  — смартфон із серії L-Series, розроблений компанією LG Group, анонсований 21 лютого 2012 року та був представлений на Mobile World Congress 2012 року. Виходить із операційною системою Android Ice Cream Sandwich.

## Програмні особливості
QuickMemo

Функція QuickMemo дозволяє робити швидкі замітки, скриншоти дисплею приладу. Зображення, що були зроблені як замітки чи дудли можуть пересилатися через повідомлення чи пошту, проте не можуть бути відправлені у соціальні мережі. Працює не у всіх країнах.

## Варіації приладу
Optimus L5 Dual (E615)

Смартфон був представлений у серпні 2012 року і одразу почав продаватись. В апараті встановлено слот на дві сім-картки (один радіомодуль; в основної моделі  — одна сім-карта), пам'ять - становить 3 (1+2) Гб (в основної моделі  — 4). 

## Відео
- LG Optimus L5 [Архівовано 25 липня 2012 у Wayback Machine.] на LGNederland (англ.)
- Огляд LG Optimus L5 [Архівовано 11 березня 2013 у Wayback Machine.] на PhoneArena (англ.)